# Ашхабад (станция)
Ашхабад (туркм. Aşgabat demirýol meňzili) — пассажирская железнодорожная станция в городе Ашхабаде. Станция была построена в 1888 году.

## История
Вокзал был построен в 1888 году по проекту академика Людвига Урлауба. После советизации Туркмении был перестроен. Разрушен в 1948 году во время ашхабадского землетрясении\я, построен заново в 1950 году на фундаменте старого железнодорожного вокзала. В 2009 году завершилась реконструкция.

### Реконструкция
Турецкая фирма «Белда Иншаат ве Тааххут Лтд. Шти» осуществила проектирование и коренную реконструкцию железнодорожного вокзала станции Ашхабад в 2009 году. Здание было облицовано белым мрамором, а кровля под шпилем стала ярко синего цвета.

## Галерея
- Ашхабадский вокзал в 1901 году
- Здание Ашхабадского железнодорожного вокзала (фото 1946 года). Архитектор В. Красильников.  Разрушено землетрясением в 1948 году
- Здание Ашхабадского железнодорожного вокзала. Архитектор Е. Сорин. Возведено после землетрясения 1948 года
- Панорама станции. 2015 год